# Siphona adbominalis
Siphona adbominalis là một loài ruồi trong họ Tachinidae.